# Steatoda xishuiensis
Steatoda xishuiensis là một loài nhện trong họ Theridiidae.
Loài này thuộc chi Steatoda. Steatoda xishuiensis được miêu tả năm 2001 bởi Zhang, Jun Chen & Zhu.